# 穆罕默德·纳吉布·鲁巴伊
穆罕默德·纳吉布·鲁巴伊 （阿拉伯语：‎，拉丁化：Muhammad Najib ar-Ruba'i，1904年—1966年），伊拉克政治家，于1958年7月14日至1963年2月8日期间出任伊拉克总统。
1958年政变中的国王費薩爾二世和其他许多伊拉克政治领导人被打死，他和阿卜杜勒·卡里姆·卡塞姆发挥了主导作用。鲁巴伊被赋予正式名称最高权力委员会主席。逝世於1966年。
| 前任： 费萨尔二世 (伊拉克)（伊拉克国王） | 伊拉克总统 1958年7月14日－1963年2月8日 | 繼任： 阿卜杜勒·萨拉姆·阿里夫 |

1. 1 2  Cahoon, Ben. . worldstatesmen.org. 2000 (1st version)  [2021-03-27]. （原始内容 (web)存档于2019-08-03）.